# Faculdade de Medicina Dentária da Universidade do Porto
A Faculdade de Medicina Dentária da Universidade do Porto (FMDUP) é um estabelecimento de Ensino Superior da Universidade do Porto dedicada ao ensino da Medicina Dentária. 
A FMDUP ministra o Mestrado Integrado em Medicina Dentária como também ministra Pós Graduações, Mestrados e Doutoramentos.

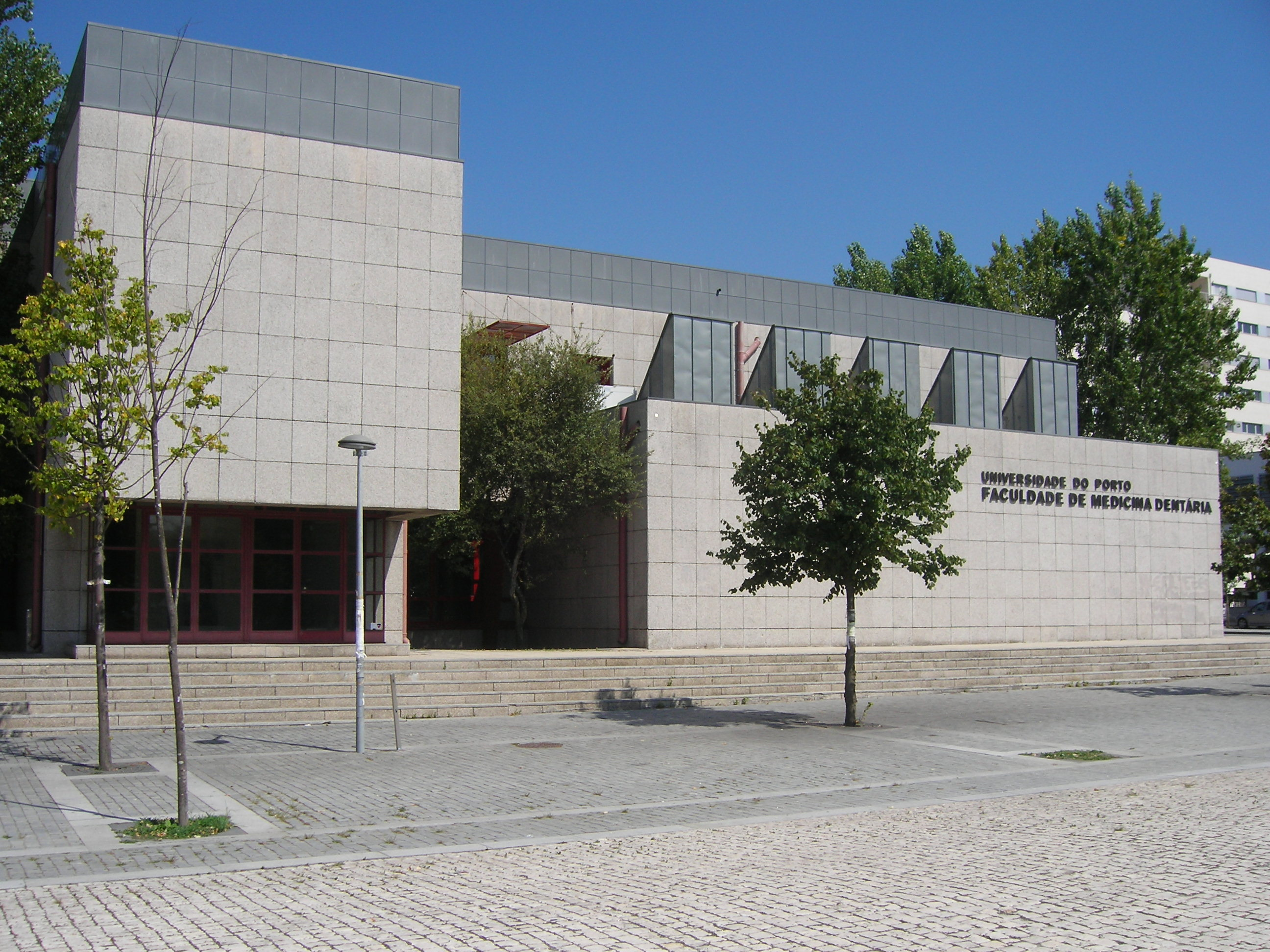
Faculdade de Medicina Dentária da Universidade do Porto (FMDUP)

## História
FMDUP teve o seu início como Escola Superior de Medicina Dentária, criada pelo Decreto-Lei nº 368, de 15 de Agosto de 1976 e entrou em funcionamento em Novembro do mesmo ano, tendo constituído, em Portugal, a primeira instituição de ensino médico-dentário de nível universitário.
A Escola Superior de Medicina Dentária funcionou em instalações provisórias, desde 1976, num pré-fabricado anexo ao Hospital de S. João, até à construção de um edifício próprio, situado na Rua Dr. Manuel Pereira da Silva - Paranhos.
Foi integrada na Universidade do Porto, em 6 de Janeiro de 1989, através da Lei nº 10, de 6 de Janeiro de 1989, que cria a Faculdade de Medicina Dentária da Universidade do Porto.
A mudança de Instalações para o actual edifício ocorreu em 15 de Julho de 1997.
A Faculdade de Medicina Dentária da Universidade do Porto é hoje uma instituição de prestigio a nível nacional e internacional.

## Objectivos
A Faculdade de Medicina Dentária da Universidade do Porto prossegue entre outros fins, os seguintes:
- Ministrar o curso e conferir a Licenciatura em Medicina Dentária, bem como outros que por lei lhe venham a ser atribuídos;
- Organizar e ministrar cursos de mestrado, de pós-graduação, de especialização e de actualização nos domínios da sua especialidade, bem como promover a formação académica conducente à concessão do grau de doutor;
- Organizar e ministrar cursos de aperfeiçoamento de ensino continuado em várias áreas das disciplinas da Medicina Dentária e disciplinas afins e ainda organizar cursos livres de extensão, de reciclagem, de aprofundamento e outros que considere necessários ou úteis;
- Manter, promover e desenvolver a investigação científica;
- Colaborar com outras unidades orgânicas, instituições ou entidades que requeiram o seu apoio técnico, científico e pedagógico ou delas receber colaboração, segundo protocolo a estabelecer;
- Propor e assumir a direcção técnico-científica de cursos para-médicos e técnicos de higienistas orais, assistentes dentários, técnicos de prótese dentária e técnicos de equipamento dentário;
- Organizar e manter em funcionamento uma consulta externa de medicina dentária, subordinada aos interesses científicos e pedagógicos da Faculdade;
- Estabelecer formas de intercâmbio, cultural, científico, técnico, pedagógico, colaboração em actividades de interesse comum com entidades públicas ou privadas, nacionais e estrangeiras;
- Contribuir, no seu âmbito de actividade, para a cooperação internacional, designadamente em relação aos países de língua portuguesa e aos países europeus.